# Alsóberek
Alsóberek (1899-ig Homonna-Bresztó, szlovákul: Brestov) község Szlovákiában, az Eperjesi kerület Homonnai járásában.

## Fekvése
Homonnától 3 km-re, északra fekszik.

## Története
A 18. század végén Vályi András így ír róla: „Homonna Brezto. Tót falu Zemplén Vármegyében, földes Ura Gróf Vandernoth Uraság, fekszik a’ Homonnai járásban, lakosai katolikusok, és ó hitűek. Határja középszerű, vagyonnyai is tulajdonságaira nézve hasonlít Grosótzhoz, második Osztálybéli.”
Fényes Elek 1851-ben kiadott geográfiai szótárában így ír a faluról: „Homonna-Bresztó, tót falu, Zemplén vmegyében, Homonna fiókja: 208 r., 40 g. kath., 10 zsidó lak. 519 hold szántóföld. Földes ura gr. Vandernath.”
Borovszky Samu monográfiasorozatának Zemplén vármegyét tárgyaló része szerint: „Alsóberek, azelőtt Homonnabresztó. Tót kisközség, 289 róm. kath. vallású lakossal. Házainak száma 58. A XVI. század végén a homonnai uradalomhoz tartozott és a Homonnai Drugethek voltak az urai. Később a gróf Zichy és Van Dernáth családoké lett, azután az Andrássy grófoké és most is gróf Andrássy Sándornak van itt nagyobb birtoka. Templom nincs a községben. Postája, távírója és vasúti állomása Homonna.”
1920 előtt Zemplén vármegye Homonnai járásához tartozott.

## Népessége
| Év:            | 1994. | 2004.   | 2014.   | 2024.   |
| -------------- | ----- | ------- | ------- | ------- |
| Emberek száma: | 501   | 546     | 599     | 569     |
| Eltérés:       |       | +8,98 % | +9,70 % | -5,00 % |

| Év:            | 2023. | 2024.   |
| -------------- | ----- | ------- |
| Emberek száma: | 580   | 569     |
| Eltérés:       |       | -1,89 % |

1910-ben 279, túlnyomórészt szlovák lakosa volt.
2001-ben 543 lakosából 527 szlovák volt.
2011-ben 573 lakosából 542 szlovák és 16 ruszin.